# 蒙化府
蒙化府，元朝时设置的府。
至元十一年（1274年），升开南县置，治所在今云南省巍山彝族回族自治县。属大理路。十四年升为蒙化路，二十年降为蒙化州。明朝正统十三年（1448年），复升为府。清朝乾隆三十五年（1770年），降为蒙化厅。 

## 延伸阅读
[在维基数据编辑]
 《欽定古今圖書集成·方輿彙編·職方典·蒙化府部》，出自陈梦雷《古今圖書集成》